# Caddo Indijanci
Caddo (Kado) su narod, ili skupina plemena jugoistočnih Indijanaca u SAD-u, koji su u 16. st. nastanjivali područja istočnog Teksasa, zapadne Louisiane i dijelove južnog Arkansasa i Oklahome. Povijesno su bili organizirani u tri konfederacije od najmanje dvadeset i pet različitih plemena i govorili su raznim narječjima kadojskih jezika. Danas su Kadoi kohezivno pleme s glavnim gradom u Bingeru u Oklahomi, a s druge strane, njihova narječja su konvergirala u jedan jezik. -Trenutačni predsjedatelj Caddoima je LaRue Parker.

## Ime
Ime Caddo modificirani je oblik imena vodećeg plemena Kädohädächo u značenju 'real chiefs' koji je dan plemenskim savezima Kadohadacho, Hasinai i Natchitoches, i preko porodice Caddoan ostaslim članovima raširenim preko država Sjeverna i Južna Dakota, Arkansas, Kansas, Oklahoma, Teksas, Louisiana i Nebraska, koja govore jezicima te porodice, to su. Adai (?), Arikara, Pawnee, Eyeish, Kichai, Tawakoni i Wichita. Naziv Caddo danas pokriva potomke plemena triju kadojskih konfederacija.

## Konfederacije i plemena
Caddo Indijanci u svojoj ranoj povijesti sastojali od tri konfederacije, od kojih je svaka sastojala od nekoliko plemena. Svoje ime dobivaju skračivanjem plemenskog imena Kadohadacho, a potomci im danas pod imenom Caddo žive u Oklahomi. Konfederacije i plemena su bili:
- Hasinai
  - Anadarko (Anadaca, Anduico, Nadaco, Nandacao),
  - Guasco (Guassa),
  - Hainai (Aynais, Aynay, Ainai, Ioni, Ayonai),
  - Nabedache (Navedacho, Naoudiche),
  - Nacachau (Nacachao, Nacaha, Nacachua),
  - Nacanish (Nacaniche, Nacan, Nacanish, Naconicho),
  - Nacao (Nacau, Nacoho, Nocao),
  - Nacogdoche (Nacadocheeto, Nacodissy, Nacodochito, Nagodoche, Nasahossoz, Naugdoche, Nocodosh),
  - Nacono (Macono, Nacomone, Nocono),
  - Namidish (Nabiri (Nabiti, Nahiti, Nahiri, Naviti),
  - Lower Nasoni,
  - Nechaui (Nechavi),
  - Neches (Neche, Nacha, Naesha, Nascha, Nesta, Nouista).
- Kadohadacho
  - Cahinnio,
  - Kadohadacho,
  - Nanatsoho (Nadsoo, Natsoho, Natsvto),
  - Upper Nasoni,
  - Upper Natchitoches,
  - Upper Yatasi,
- Natchitoches
  - Doustioni
  - Natchitoches (Natchitoch, Nachitoch, Nachitos, Nacitos, Naketosh, Natsytos)
  - Ouachita
  - Yatasi
  - Petit Caddo (Peticado)

## Povijest
S plemenom Caddo prvi u kontakt dolazi 1542. Luis de Moscoso Alvarado koji preuzima komandu nad de Sotovim vojnicima, ali prvi adekvatniji opisi dolaze nam od preživjelih članova 'posljednjeg La Salleovog putovanja'. U posljednjih deset godina 17. stoljeća u zemlji Caddoa svašta će se događati. Već 1690. utemeljena je misija San Francisco de los Tejas, sljedeće godine dolazi i Tonti, te kartograf Domingo Teran. Među Indijancima izbit će epidemija boginja, i ovi će 1693 otjerati franjevce i vojnike natrag u Meksiko, što je rezultat raznih zaraza i nesreća koje su im ovi donesli. Stanje je loše i kod njihovih drugih srodnika, i oni stradavaju od bolesti a preživjeli pripadnici plemena Natchitoches, pridružuju im se 1714. nakon konflikata s drugim plemenima i zaraza koje su pretrpjeli. Njihove seobe počinju napadom agresivnih Osage Indijanaca, jednog od plemena Dhegiha, pa su 1800. preseljeni u Louisianu, tada ih je bilo oko 800. Godine 1824. Caddoima će se pridružiti jedo drugo Dhegiha pleme, to su Quapaw, i s njima će vjerojatno jedan dio njih 1833. bit preseljeni na Indian Territory (današnja Oklahoma) ,gdje ih 1834 opwet pogađaju boginje. ugovorom iz 1835. oni prešuštaju svu svoju zemlju u Louisiani i odlaze kod Hasinaia u Teksas. Pleme hasinai svoju konfederaciju nazivalo je Tejas ili Teyas ili Taysha, a ovo ime kasnije postaju u obliku Texas, naziv za jednu od članica SAD-a. Značenje ove riječi je 'friends' (=prijatelji). U stvarnost Tejasi nikad nisu potpuno napustili Teksas, otišavši u Oklahomu, a njihovih potomaka u Teksasu ima i danas, a organizirani su pod imenom  'Sovereign Nation of Tejas Indians' , na čelu s poglavicom Chief Blackjack Pruett, a svoga rezervata nemaju. Godine 1854., ostaci raznih Caddo plemena smješteni su na rezervat Brazos River, a otuda 1859 na Indijanski Teritorij gdje su kolektivno preuzeli ime Caddo, i gdje ih 2004. ima preko 4,700 ne računajući Tejas Indijance iz Teksasa.

## Etnografija
Indijanci Kado pripadaju Jugoistočnom kulturnom području (vidjeti), kraju poznatom po ratarstvu, pa su sva plemena američkog Jugoistoka često nazivana i Jugoistočni ratari. To je zemlja Buska ili Plesa zelenog kukuruza, koji vlada na govornim području Muskhogean, ali ga nije bilo među Caddoima. Caddo su bili napredni ratari, poput istočnih Sijuksa ili Muskogeeja, i manje su nomadski od prerijskih Indijanaca, ali jedan obrazac kulture koji je dosta čest kod sjedilačkih ratara u raznim krajevima svijeta, je žrtvovanje i kanibalizam, Caddoi su imali i jedno i drugo. Na njih je veći utjecaj imao jugoistočni ratarski kraj nego prerijski, s kojim graniče. Religija se kao i u Meksiku upliće u svakodnevni život, koristeći se prognozama dobivenim iz astronomskih zapažanja, i s njom vjerojatno treba povezati cremonijalna ljudska žrtvovanja i kanibalizam o kojima se zna iz rasipanih izvještaja. Ceremonijalna žrtvovanja, uključujući i ljude, vršeni su u svetištima izgrađenim na zemljanim moundima. Smrću glavnog svećenika,  'xinesi' , svetište bi spalili, dodala bi se nova zemlja i izgradilo novo svetište. U njima je gorjela sveta vatra i obožavali su se bogovi. Ova kadojska kultura datira negdje od 900 godine i održala se do 1400. kada iz nekog razloga ova svetišta i moundi prestaju biti središtem njihovog života. Stambene kolibe Caddoa podsjećaju na velike slamnate košnice, a može se još vidjeti u Caddoan Mounds State Historical Park te se ne razlikuju od onih Indijanaca Wichita, njima srodnog plemena.
Svako pleme konfederacije imalo je religioznog vođu xinesi (ponegdje chenesi) koji je posredovao između Caddi Ayo, glavnog boga i poglavice i ljudi. On je čitao svete znakove i tumačio ih ljudima, govoreći im kada da sade i počnu žeti. U lancu autoriteta on je bio iznad plemenskog poglavice (caddi). Zajedno s caddijem i pod-poglavicama čine elitu kadojskoga društva. Caddi Ayo /"Priest-chief up above"/ ili Great Chief, je bog, veliki stvaralac kod kadojskih plemena i Hasinai Indijanaca i njemu gori sveta vatra u svetištima na moundima.

## Populacija
- oko 1500.: 200.000 (brojka je osporena)
- oko 1700.: 8.000
- 1990-tih: 3.371

## Jezik
Danas govore trima narječjima jezika caddo i engleskim.
Srodna plemena su Anadarko, Adai, Hai-ish, Hasinai, Kadohadacho, Nacogdoches, Natchitoches i Yatasi.
Bratske skupine i nadgrane su: Indijanci -> Sjevernoamerički Indijanci -> Indijanci Velike nizine --> Pawnee --> Jugoistočna plemena --> Wichita.

## Vanjske poveznice
- William B. Glover, A History of the Caddo Indians
- Caddo Cultures in Texas
- Caddo Indians
- Tejas Indians